# ボクの背中には羽根がある
「ボクの背中には羽根がある」（ボクのせなかにははねがある）は、KinKi Kidsの11枚目のシングル。2001年2月7日発売。発売元はジャニーズ・エンタテイメント。

## 解説
前作「夏の王様／もう君以外愛せない」から8か月ぶりの発売であるシングル。
タイトルについては、『ボク』が『僕』であったり、『羽根』が『羽』であったりという誤記も見られることが少なくない。
このシングルは初回盤の発売はなく、通常盤のみ発売された。

## チャート成績
オリコン週間ランキングで、初週41.2万枚を売り上げ、初登場1位を獲得した。CD累計売上は92.0万枚（オリコン調べ）を記録した。なお、自身が21世紀に発売したシングルの中で最も売上が高い。

## エピソード
グループにとって、ターニングポイントとなった曲の一曲。デビュー曲『硝子の少年』発売後、曲の強烈さが印象に残りすぎて、このシングル曲と出会うまでは方向性に悩んでおり、民族楽器を使用したこの曲が、自分達の違う方向性を示してくれ、民族楽器をポップスに取り入れるきっかけとなった。

## 収録曲
1. ボクの背中には羽根がある
（作詞：松本隆 / 作曲：織田哲郎 / 編曲：家原正樹）
堂本剛主演の日本テレビ系土曜ドラマ『向井荒太の動物日記 〜愛犬ロシナンテの災難〜』主題歌。
楽曲は民族楽器を用いた哀愁漂うエキゾチックなメロディに仕上がり、自身の言う通りグループの今後の方向性を変えた曲である。歌詞の内容が同ドラマの最終回でセリフに登場するなどしている。後に、作曲した織田がアルバム『MELODIES』にてセルフカバーした。
自身の2007年のベスト・アルバム『39』発売時のファン投票で6位にランクインした。 
出版者：日本テレビ音楽株式会社
2. いつも僕は恋するんだろう
（作詞・作曲：堂島孝平 / 編曲：CHOKKAKU）
出版者：ブライト・ノート・ミュージック
3. ボクの背中には羽根がある（オリジナル・カラオケ）
4. いつも僕は恋するんだろう（オリジナル・カラオケ）

## 参加ミュージシャン
※クレジットは『KinKi Single Selection II』より
ボクの背中には羽根がある
- Arrange, Programming & Keyboards：家原正樹
- Guiter：増崎孝司
- Bass：種子田健
- Quena：山本拓夫
- Chorus：堂本光一、高橋哲也

## 収録アルバム
- ボクの背中には羽根がある
  - E album（アルバムバージョン）
  - KinKi Single Selection II
  - 39
  - The BEST
- いつも僕は恋するんだろう
  - 39

## 映像作品
- ボクの背中には羽根がある
  - KinKi KISS Single Selection
  - 風雲再起近畿小子2001台北演唱會 〜KinKi Kids Returns! 2001 Concert Tour in Taipei〜
  - KinKi Kids Dome F Concert 〜Fun Fan Forever〜
  - KinKi Kids Dome Tour 2004-2005 -Font De Anniversary.-
  - 39（初回限定盤）
  - Ø（初回限定盤）
  - KinKi you DVD
  - K album（初回限定盤）
  - King・KinKi Kids 2011-2012
  - KinKi Kids Concert 「Memories & Moments」
  - 2015-2016 Concert KinKi Kids
  - We are KinKi Kids Dome Concert 2016-2017 TSUYOSHI & YOU & KOICHI
  - MTV Unplugged: KinKi Kids
  - KinKi Kids CONCERT 20.2.21 -Everything happens for a reason-
  - KinKi Kids Concert Tour 2019-2020 ThanKs 2 YOU
  - KinKi Kids Concert 2022-2023 24451〜The Story of Us〜（初回盤）
  - 39 Very much